# Europees kampioenschap voetbal vrouwen onder 19 - 2009

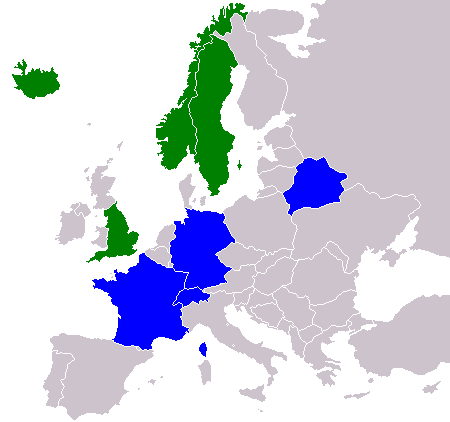
Gekwalificeerde landen

Het Europees kampioenschap voetbal vrouwen onder 19 van 2009 (kortweg: EK voetbal vrouwen -19) was de twaalfde editie van dit kampioenschap. Het was bedoeld voor speelsters die bij de start van de kwalificatie reeksen op of na 1 januari 1990 geboren zijn. De eindronde van het toernooi werd in Wit-Rusland gespeeld.
De vier halvefinalisten kwalificeerden zich met deze prestatie voor het Wereldkampioenschap voetbal vrouwen onder 20 - 2010 dat in Duitsland plaatsvindt.

## Eindronde

### Groep A
| Team        | Pts | Pld | W | D | L | GF | GA |
| ----------- | --- | --- | - | - | - | -- | -- |
| Frankrijk   | 6   | 3   | 2 | 0 | 1 | 6  | 2  |
| Zwitserland | 6   | 3   | 2 | 0 | 1 | 7  | 3  |
| Duitsland   | 6   | 3   | 2 | 0 | 1 | 11 | 4  |
| Wit-Rusland | 0   | 3   | 0 | 0 | 3 | 1  | 16 |

### Groep B
| Team      | Pts | Pld | W | D | L | GF | GA |
| --------- | --- | --- | - | - | - | -- | -- |
| Engeland  | 7   | 3   | 2 | 1 | 0 | 7  | 0  |
| Zweden    | 6   | 3   | 2 | 0 | 1 | 4  | 5  |
| Noorwegen | 2   | 3   | 0 | 2 | 1 | 1  | 2  |
| IJsland   | 1   | 3   | 0 | 1 | 2 | 1  | 6  |

### Halve finale
|         |           |          |        |  |
| 22 juli | Frankrijk | 2 – 5 nv | Zweden |  |
| 22 juli |           |          |        |  |

|         |          |       |             |  |
| 22 juli | Engeland | 3 – 0 | Zwitserland |  |
| 22 juli |          |       |             |  |

### Finale
|         |        |       |          |  |
| 25 juli | Zweden | 0 – 2 | Engeland |  |
| 25 juli |        |       |          |  |

1998 · 
Zweden 1999 · 
Frankrijk 2000 · 
Noorwegen 2001 · 
Zweden 2002 · 
Duitsland 2003 · 
Finland 2004 · 
Hongarije 2005 · 
Zwitserland 2006 · 
IJsland 2007 · 
Frankrijk 2008 · 
Wit-Rusland 2009 · 
Macedonië 2010 · 
Italië 2011 · 
Turkije 2012 · 
Wales 2013 ·
Noorwegen 2014 ·
Israël 2015 ·
Slowakije 2016 ·
Noord-Ierland 2017 ·
Zwitserland 2018 ·
Schotland 2019 ·
Georgië 2020·
Wit-Rusland 2021 ·
Tsjechië 2022 ·
België 2023 ·
Litouwen 2024 ·
Wit-Rusland 2025 ·